# Къща на Стефан Рафаилов
Къщата на Стефан Рафаилов се намира на улица „Свети Княз Борис“ №90 в Стара Загора.
Построена е от архитект Желязко Рашев през 1920-те години за семейството на адвоката Стефан Рафаилов. Фасадата е с геометрични орнаменти и имитация на колони, а през цялата височина е прокарана колона. Завършва с мансарда с купол.